# Un sábado más
Un sábado más es una película mexicana de 1988 dirigida por Sergio Véjar. Está protagonizada por Pedro Fernández, Tatiana y José Elias Moreno. Fue filmada en  San Juan del Río, Querétaro, México.

## Sinopsis
Sigue la historia de un chico que vive acosado y humillado, enfrentado a un rival adinerado que además tiene como novia a la chica que le gusta. El chico, decepcionado con la vida, empieza a darse por vencido hasta que un amigo, paralítico por un accidente de moto, le anima a participar en una carrera de motos en la que competirá con su rival.

## Reparto
- Pedro Fernández como Martín
- Tatiana como Tania
- José Elias Moreno como Isauro "El Grande"
- Adela Noriega como Lucia
- Gilberto Trujillo como Diego
- Jorge País como padre de Martín
- Gabriela Hassel como Corina
- Jaime Santos
- Mauricio Mendez
- Alfredo Garcia Marquez
- Roberto Cabrera